# Pittsfield (Illinois)
Pittsfield is een plaats (city) in de Amerikaanse staat Illinois, en valt bestuurlijk gezien onder Pike County.

## Demografie
Bij de volkstelling in 2000 werd het aantal inwoners vastgesteld op 4211. In 2006 is het aantal inwoners door het United States Census Bureau geschat op 4536, een stijging van 325 (7,7%).

## Geografie
Volgens het United States Census Bureau beslaat de plaats een oppervlakte van 9,4 km², waarvan 9,3 km² land en 0,1 km² water. Pittsfield ligt op ongeveer 219 m boven zeeniveau.

## Plaatsen in de nabije omgeving
De onderstaande figuur toont nabijgelegen plaatsen in een straal van 16 km rond Pittsfield.